# شبرق ثنائي الأزهار
الشبرق ثنائي الأزهار (باللاتينية: Ononis biflora) نوع نباتي ينتمي إلى جنس الشبرق من الفصيلة البقولية.

## الموئل والانتشار
موطنه بلاد الشام والمغرب العربي وبعض مناطق جنوب أوروبا.

## مرادفات للاسم العلمي
- (باللاتينية: Ononis geminiflora Lag.)